# Вильягра, Дерлис
Дерлис Ненрод Вильягра Арсамендиа (исп. Derlis Nenrhod Villagra Arzamendia, 16 января 1940, Пирибебуй — 6—8 декабря? 1975, Асунсьон) — парагвайский революционер, типограф, генеральный секретарь молодёжного крыла ПКП — Федерации коммунистической молодёжи. Точная дата убийства неизвестна, предположительно между 6 и 8 декабря 1975 года.

## Биография
Родился в городе Пирибебуй в семье рабочего-коммуниста. С десяти лет помогал подпольщикам. В 14 лет стал членом Федерации коммунистической молодёжи Парагвая. Учился на печатника в типографии, поступил на вечернее отделение Национального колледжа, возглавил патриотическую студенческую организацию «Центр 23 октября».
Впервые был арестован в возрасте 18 лет за организацию студенческих волнений в поддержку всеобщей забастовки 1958 года, подвергся пыткам. Приговорён военным судом к высылке в концлагерь, расположенный в пустыне Чако, затем под давлением общественности переведён в гражданскую тюрьму. После освобождения через 4 месяца находился под постоянным надзором. Восстановившись в Национальном колледже, готовил новые выступления учащихся, в это время был избран в подпольный совет руководства студенческим движением.
В 1959 году арестован второй раз, провёл два месяца в одиночной камере, затем несколько месяцев содержался в одной камере в третьем полицейском комиссариате с руководителями ПКП — Антонио Майданой, Хулио Рохасом, Альфредо Алькортой. Вскоре после перевода в четвёртый комиссариат бежал из тюрьмы.
В 1961 году Дерлис вступил в Парагвайскую коммунистическую партию, избран генеральным секретарём подпольной Федерации демократических и революционных студентов Парагвая. Вновь арестован, при попытке побега был тяжело ранен, затем заболел астмой. Освобождён благодаря письмам молодёжных организаций мира, но вскоре снова арестован, заключён в концлагерь Такумбу. Освобождён лишь 7 ноября 1972 года благодаря заступничеству СССР. После освобождения выехал в Советский Союз. О пребывании в концлагере, о своей жизни и участии в борьбе против диктатуры рассказал, приехав в Москву:
Еще будучи на воле, я много слышал о лагере Такумбу. Говорили, что это ад на земле, что оттуда мало кто возвращается живым… В этой тюрьме я провел много лет, и только недавно я и еще несколько узников обрели свободу. Мы знали, что за наши жизни боролся и советский народ, верный защитник всех угнетенных. Его мощный голос долетел и до наших мрачных темниц...
Через некоторое время нелегально, под чужим именем, вернулся в Парагвай. В 1974 году избран членом ЦК Парагвайской компартии и секретарем ФКМП. Выпускал в подпольной типографии газету молодых коммунистов «Патриа нуэва» — «Новая родина».
В ноябре 1975 года, после развёртывания диктатурой Стресснера новой волны репрессий на демократические организации, в числе более 150 членов компартии и Федерации коммунистической молодежи арестован 30 ноября 1975 года вместе с женой Сельсой Рамирес и заключён в тюрьму. В тюремной камере родился их сын Дерлис. Вместе с другими руководителями коммунистов — лидером компартии Мигелем Анхелем Солером и профсоюзным лидером Рубеном Гонсалесом Акостой, — Дерлис Вильягра объявил 15-дневную голодовку против бесчеловечных условий содержания и пыток, в итоге которой их перевели в концлагерь Эмбоскада. Дальнейшая судьба Вильягры неизвестна. Имеется информация, что после допроса его распорядился повесить начальник следственного департамента тайной полиции Пастор Коронель.
Тело было найдено летом 1980 года в реке Парагвай, неподалёку от порта Вильета. Точная дата убийства неизвестна, предположительно между 6 и 8 декабря 1975 года.